# Gnophos nubilarius
Gnophos nubilarius là một loài bướm đêm trong họ Geometridae.